# Вирус на Епщайн – Бар
Вирусът на Епщайн – Бар (Human herpesvirus 4, HHV-4) е вирус от групата на херпесните вируси. Счита се, че при повече от 90% от хората има данни (антитела) за преживяна инфекция. При първата среща с този вирус се развива инфекциозна мононуклеоза, която протича с генерализирана лимфонодулопатия, промени в гърлото и кръвната картина. Обикновено след седмия ден на болестта се появява левкоцитоза и типичните вирусни клетки. Предава се лесно чрез слюнката, поради което е наречена болест на целувката (проучвания при американските колежани). Обикновено инфекцията е самоограничаваща се и не хронифицира при имунокомпетентни. Реактивирането ѝ може да стане в условията на имунен дефицит (вроден или придобит, например СПИН).

## Симптоми
Инфекцията протича като банална вирусна инфекция на горните дихателни пътища (ангина). Покачва се температурата, но обичайно не е твърде висока (под 38 °C), гърлото е силно зачервено и налепи се наблюдават само при усложнени инфекции. За кратък период от време инфекцията отминава и в повечето случаи не се разбира какво е било.
В редки случаи инфекцията хронифицира, като симптомите са слабо зачервено гърло месеци наред, непрекъснато боледуване, лесна уморяемост. Обикновено хронифицирането се проявява при имунокомпрометирани хора, но напоследък зачестяват случаите на хронифициране и при здрави индивиди.
Смята се, че инфекцията с Епщайн – Бар вирус има връзка със синдрома на хроничната умора (особено хроничната инфекция). От друга страна, пациенти, страдащи от синдром на хроничната умора, почти винаги са позитивни за прекарана инфекциозна мононуклеоза. Също така те се повлияват изключително добре от медикаменти, усилващи имунитета (изопринозин).

## Лечение
Постигат се добри резултати при лечението на Епщайн – Бар вирусна инфекция с ацикловир (зовиракс) и изопринозин, като лечението е продължително и във високи дози.